# Wilhelm Gross (Mathematiker)
Wilhelm Gross (* 24. März 1886 in Molln; † 22. Oktober 1918 in Wien) war ein österreichischer Mathematiker.

## Leben und Wirken
Wilhelm Gross wurde am 24. März 1886 als Sohn des Oberlehrers Wilhelm Gross und dessen Ehefrau in Molln geboren und am 25. März 1886 auf den Namen Wilhelm getauft.
Gross besuchte das Gymnasium in Linz und studierte dann von 1905 bis 1910 an der Universität Wien, wo er am 20. Mai 1910 bei Wilhelm Wirtinger promovierte. Im Oktober 1910 bestand er die Prüfung für das Lehramt in Mathematik und Physik. Nach einem dreisemestrigen Aufenthalt in Göttingen in den Jahren 1910–12 war er ab 1912 Assistent und ab 1913 Privatdozent an der Universität Wien. Im Jahre 1918 erhielt er dort den Professorentitel. Im gleichen Jahr wurde ihm der Richard-Lieben-Preis für seine Arbeiten zur Variationsrechnung verliehen. Auch erhielt er die Zusicherung eines Extraordinariats in Czernowitz. Am 22. Oktober 1918 starb er im Alter von 32 Jahren in Wien an der Spanischen Grippe.
Gross arbeitete auf verschiedenen mathematischen Gebieten wie Funktionentheorie, Differentialgleichungen, Maßtheorie, Geometrie und Invariantentheorie. In der Funktionentheorie ist er vor allem für seine Untersuchungen von Singularitäten analytischer Funktionen bekannt. Nach ihm benannt ist hier der Satz von Gross (englisch: Gross star theorem), der besagt, dass sich ein Zweig der Umkehrfunktion einer in der Ebene meromorphen Funktion radial in fast jede Richtung unbegrenzt analytisch fortsetzen lässt. Interessant ist in diesem Zusammenhang auch sein viel beachtetes Beispiel einer ganzen Funktion, für die jede komplexe Zahl asymptotischer Wert ist.